# 3-ヒドロキシ酪酸
3-ヒドロキシ酪酸（3-ヒドロキシらくさん、3-Hydroxybutyric acid）はケトン体の1つである。(化学的にはケトン基を持たないのでケトンには含まれない。)不斉炭素原子を持ち、D-3-ヒドロキシ酪酸とL-3-ヒドロキシ酪酸の2つのエナンチオマーがある。他のケトン体であるアセト酢酸やアセトンと同様に、遊離脂肪酸の代謝によって発生するケトーシスによって濃度が上がる。人間では3-ヒドロキシ酪酸は肝臓でアセチルCoAから作られ、血中グルコース濃度が少ない時に脳のエネルギー源として使われる。また生分解性プラスチックの原料にも使われている。